# イロナ・フェヘール
イロナ・フェヘール(Ilona Fehér, ハンガリー語発音: [ˈfɛheːr ˈilonɒ]; 1901年12月1日 – 1988年1月2日)は、ハンガリー生まれのイスラエルで活動したヴァイオリン教師。

## 経歴

### 初期
ブダペストの生まれ。ヨーゼフ・ブロッホ、ヨーゼフ・スムヴィロヴィチ、イムレ・ポガニーの各氏にヴァイオリンを学び、フランツ・リスト音楽院でイェネー・フバイの薫陶も受けた。

### ヨーロッパ活動期
第一次世界大戦と第二次世界大戦の戦間期は、ヨーロッパ各地で演奏活動を展開したウィレム・メンゲルベルク指揮下のアムステルダム・コンセルトヘボウ管弦楽団の演奏会にも出演している。
1942年に居を構えていたブダペストで二人の娘とともにナチスに拘禁され、強制収容所に送られたが、1944年に逃亡に成功し、ソ連軍によって自由が齎されるまでハンガリーとチェコスロバキアのパルチザンに参加した。戦後は暫くソ連の関係諸国で演奏活動を行った。

### イスラエルへの帰化と教育活動
1949年にイスラエルに亡命し、ヴァイオリン教師として活動するようになる。25年間の教育活動の中で、厳格なヴァイオリン教師としての評判を勝ち得た。彼女の弟子は250人を超え、その中にはピンカス・ズーカーマン、 シュロモ・ミンツ、ハガイ・シャハムらがいる。テルアビブのルービン音楽院で後進の指導に当たるほか、ヨーロッパ各地でマスター・クラスを開講し、ミュンヘン国際音楽コンクールなどでは審査員を務めた。
ホロンにて死去

## 賞与
フランツ・リストアカデミーからゴールド・メダルを送られており、ワイツマン科学研究所からも名誉博士号を送られている。 ホロンからは名誉市民の称号を贈られた。